# Lédergues
 Lédergues  là một xã ở tỉnh Aveyron, thuộc vùng Occitanie ở miền nam nước Pháp.